# Покрет против култова
 Анти-култни покрет  (скраћено  АKМ , који се понекад назива и контракултни покрет  ) је друштвена група која се противи сваком новом религијском покрету (НРМ) који карактеришу као култ.  кружна дефиниција Социолози Давид Бромли и Ансон Шуп је првобитно дефинисао АЦМ 1981. као скуп група које прихватају теорију [испирања мозга], али су касније примијетиле значајан помак у идеологији према [патологизирању чланства у НРМ-у. Један елемент унутар анти-култног покрета, [хришћанске контракултне организације], супротстављају се НРМ-у на теолошким основама и дистрибуирају информације о томе кроз црквене мреже и путем штампане литературе.

## Концепт АКП-а
Анти култни покрет је концептуализован као збирка појединаца и група, било формално организованих или не, који се противе неким новим религијским покретима (или "култовима"). Ова контр акција је наводно регрутовала учеснике из чланова породица "култиста", бивших чланова групе (или отпадника), верских група (укључујући јеврејске групе) и удружења здравствених радника. Иако постоји тренд ка глобализацији, друштвене и организационе основе значајно се разликују од земље до земље према структури социјалних и политичких могућности на сваком месту.
Као и код многих предмета у друштвеним наукама, покрет је различито дефинисан. Значајно мањинско мишљење предлаже да би анализа требало да третира секуларни анти-култни покрет одвојено од верски мотивисаних (углавном Хришћанских) група.
Анти-култни покрет се може поделити у четири класе:
1. секуларне контра култне групе;
2. Хришћанске групе евангеличких против-култова;
3. групе формиране да се супротставе одређеном култу; и
4. организације које нуде неки облик излазног саветовања.[11]

Већина, ако не и све, групе које су укључене изражавају мишљење да постоје потенцијално штетни ефекти повезани са неким новим религијским покретима.

### Религијски и секуларни критичари
Коментатори разликују два главна типа супротстављања "култовима":
- религијска опозиција: везаназа теолошка питања.
- секуларна опозиција: повезана са емоционалним, социјалним, финансијским и економским последицама учешћа култа, где се "култ" може односити на религиозну или секуларну групу.

### Баркерових пет врста култних група
Према речима социолога Еилеен Баркер, групе за посматрање култа шире информације о "култовима" са намером промене перцепције јавности и владе, као и промене јавнеполитике у вези са НРП .
Баркер је идентификовао пет типова ЦВГ:
1. групе култне свести које се фокусирају на штету коју наносе "деструктивни култови"
2. контра-култне групе фокусирају се на (херетичко) учењене-маинстреам група
3. истраживачки оријентисане групе којесефокусирајунаверовања, праксе и поређења
4. групе за људска права које се фокусирају на људска права верских мањина
5. групе култних бранилаца које се фокусирају на одбрану култова и излагање ЦАГ-ова

### Хаденоватаксономија анти-култногпокрета
Џефри К. Хаден види четири различите класе супротстављања "култовима":
 Опозиција се темељи на религији 
- Опозиција се обично дефинише у теолошким терминима.
- Култови се сматрају херетичким.
- Настоји се открити јерес и исправити веровања оних који су одлутали од истине.
- Више воли метафоре преваре него поседовање.
- Обавља две важне функције:

Штити чланове (посебно младе) од херезе, и
Повећава солидарност међу верницима.
 Секуларна опозиција 
- Сматра да је индивидуална аутономија као очигледни циљ – постигнута тиме што људи извлаче из група помоћу контролеума и обмањујуће прозелитизације.
- Сматра да је борба питање контроле, а не теологије.
- Организује се око породица деце која су тренутно или раније била укључена у култ.
- Има ненајављени циљ да организацја укине или уништи НРМ.

 Апостатес 
- Бивши чланови који се не сматрају врсно оштећеним од стране култа, често уз координацију и охрабривање анти-култних група.

 Предузетничка опозиција 
- Неколико "предузетника" који су на правили каријеру у организовању опозиционих група.
- Емитери, новинари и адвокати који темеље репутацију или каријеру на активностима против култа.

## Групе и појединци који гледају на култове и друга опозиција култовима

### Чланови породица следбеника
Нека противљења култовима (и неким новим религијским правцима) почела су са члановима породица чланова култова, који су имали проблема са наглим променама у карактеру, начину живота и плановима за будућност своје младе одрасле деце која су се придружила неком култу. Тед Патрик, нашироко познат као "отац депрограмирања ", представља пример ове групе. Некадашња Мрежа Културне Свести (стари ЦАН) је израсла из покрета који су основали родитеља чланова култа. Америчка породична фондација (данас Међународна асоцијација за културолошке студије) потиче од оца чија се кћерка придружила високој контролној групи.

### Клинички психолози и психијатри
Од седамдесетих година па надаље, неки психијатри и клинички психолози оптуживали су "култове" за наношење штете неким од њихових чланова. Ове оптужбе су понекад биле засноване на запажањима током терапије, а понекад су биле везане за теорије о испирању мозга или контроли ума.

### Бивши чланови
Ансон Шуп, Давид Г. Бромлеи и Џозеф Вентимиглиа сковали су термин приче о злочину ' ' 1979. године, који је касније Бриан Р. Вилсон повезао са причама бивших чланова култова. Бромли и Шуп су дефинисали "причу о злочину" као симболичну представу о акцији или догађајима, стварним или замишљеним, у таквом контексту да су ужасно прекршили (вероватно) заједничке просторије у којима би требало да буде одређени скуп друштвених односа. Понављање тих прича има намеру да утврди нормативне границе. Поделом неодобравања или ужаса репортера, публика поново потврђује нормативни рецепт и јасно лоцира прекршитеља изван граница јавног морала .

### Хришћански контракултни покрет
Четрдесетих година 20. века, дугогодишња опозиција неких утврђених хришћанских деноминација нехришћанским религијама или наводно херетичким, или лажним, хришћанским сектама, кристализовале су се у организованији Хришћански контракултни покрет у Сједињеним Државама. За припаднике покрета, све религијске групе које тврде да су хришћанске, али се сматрају изван хришћанског православља, сматране су "култовима". Хришћански култови су нови религиозни покрети који имају хришћанску прошлост, али их припадници других хришћанских цркава сматрају теолошким девијантнима. У својој утицајној књизи ' ' Краљевство култова ' ', која је први пут објављена у Сједињеним Државама 1965. године, хришћански учењак Валтер Мартин дефинише хришћанске култове као групе које следе личну интерпретацију појединца, а не разумевање Библије прихваћене од стране главних Хришћанстава. Он помиње Цркву Исуса Христа светаца последњих дана, хришћанску науку, Јеховине сведоке, Унитарни универзализам и Јединство као примере.
Хришћански контра културни покрет тврди да су хришћанске секте чија веровања делимично или у потпуности нису у складу са Библијом погрешне. Такође се наводи да се религијска секта може сматрати "култом" ако његова уверења укључују порицање онога што они сматрају било којим од основних хришћанских учења као што су спасење, Тројство, сам Исус као особа, Исусова служба, Исусова чуда, Исусово разапење, Христова смрт, васкрсење Христово, други Христов долазак и узнесење.
Литература о контракулту обично изражава доктринарне или теолошке проблеме и мисионарску или апологетску сврху. Представља побијање тако што наглашава учење Библије против веровања нефундаменталних хришћанских секти. Хришћански писци који се баве контракултом такође наглашавају потребу да хришћани евангелизују следбенике култова.

### Владина опозиција
Секуларна опозиција култовима и новим религијским покретима функционише на међународном плану, мада је број великих и понекад ширих група настао у Сједињеним Државама. Неке европске земље, као што су Француска, Немачка, Белгија и Швајцарска, увеле су законе или предузеле друге мере против култова или "култних девијација".
У Холандији „култови”, секте и нови верски покрети имају иста законска права као и већи и главнији религијски покрети . Од 2004. године, Холандија нема анти-култни покрет од било каквог значаја.

## Национални анти-култни покрети

### Сједињене Америчке Државе
Прва организована опозиција новим религијама у Сједињеним Америчким Државама појавила се 1972. године формирањем ФРЕЕЦОГ (Одбор за родитеље да ослободи наше синове и кћери од Божје дјеце). Године 1973. ФРЕЕЦОГ се преименовао у Волонтерске родитеље Америке, а потом и за Фондацију за слободу грађана (ФСГ), пре него што је 1984. постао Мрежа Културне Свесности (ЦАН)  1987. године, Ијан Харворт је основао још једну такву групу, Центар Култне Информације.  Године 1979. основана је још једна анти-култна група, Америчка породична фондација (АПФ); почела је организовање годишњих конференција, покретање телефонске линије за информације и објављивање часописа ' ' Култни посматрач' ' и ' ' Култне студије' ' журнал.  ЦАН и АФФ су биле одвојене организације, иако су направиле неколико заједничких одбора и програма.  Године 1996. ЦАН је тужен због учешћа у депрограмирању члана америчке пентекосталне цркве. Ово је банкротирало организацију, а њено име је купила група која је укључивала већи број сцијентолога. Седамдесетих и осамдесетих година амерички анти-култ Тед Патрик осуђен је неколико пута за отмицу и незаконито затварање због својих депрограмских активности.

### Велика Британија
У Великој Британији, политичар Паул Росе је 1976. године основао анти-култну групу под називом ФАИР (Информације о породици и ресурси), 1976.

### Русија
У Русији се "антикултизам" појавио почетком деведесетих. Неки руски протестанти критиковали су стране мисионаре, секту и нове религијске покрете. Можда су се надали да би учешће у анти-култним декларацијама могло показати да они нису били "секта". Неке религијске студије су показале да анти-култни покрети, посебно уз подршку владе, могу изазвати озбиљне религијске сукобе у руском друштву. Министарство унутрашњих послова Русије је 2008. године припремило листу "екстремистичких група". На врху листе су исламске групе ван "традиционалног ислама", које надзире руска влада. Следећи су били „Пагански култови”. [Министарство правде Русије] је 2009. године формирало савет који је именовао ' 'Савет експерата за спровођење експертске анализе државних религијских студија' ' . Нови савет је навео 80 великих секти које је сматрао потенцијално опасним за руско друштво, и навео да постоје хиљаде мањих. Велике секте наведене су у цркви Исуса Христа светаца последњих дана, Јеховиних сведока, и такозваних "нео-пентекосталаца".

## Контровезности

### Полоризовани погледи међу научницима
Социолози, верски научници, психолози и психијатри су проучавали савремено поље "култова" и нових религиозних покрета још од почетка 1980-их година. Расправе о неким наводним култова и око култова уопште често постају поларизовани са веома различитим мишљењима, не само међу садашњим следбеницима и незадовољних бивших припадника, али понекад и међу научницима.
Сви академици се слажу да су неке групе постају проблематичнe и понекад веома проблематичнe, али се не слажу око мере у којој нови религијски покрети генерално праве штету. . Брајан Вилсон прави ову поенту у свом раду говорећи да Брудерхоф није култ, истичући да је јавна машта окупирана са пет догађаја који су се десили у верским групама: Џонстаун, Огранак Давидијанаца, Солар Темпле, Аум Шинрикио и Капија раја. .
Неколико научника су испитивали Хаденов став према ново религијских покрета и култних критичара као једностраним. .
Научници у области нових религиозних покрета се суочавају са многим спорним темама:
- Ваљалност сведочења бивших припадника.
- Ваљаност исказа садашњих чланова.
- Ваљаности и разлике између излазног саветовања и принудног депрограмирања.
- Ваљаност доказа о штетности "култова".
- Етички проблеми у вези нових религиозних покрета, на пример слободне воље и слободе говора.
- Опозиција "култова" против слободе вероисповести и верске нетрпељивости.
- Објективност свих научника који студирају нове религиозне покрете.
- Прихватање или одбијање АПА одељење за преваре и индиректне методе принуде и контроле извештају (Амитрани & ди Марзио, 2000, Массимо Интровигне), погледај такође научне позиције на контроли ума.

Џенет Џејкобс изражава низ ставова о чланству у перцепције самог АКП, од оних који коментаришу "Вредност Cult Awerness Network, вредност излазне терапије за бивше припаднике нових религиозних покрета, као и алтернативних видова подршке за чланови породице појединаца који су се придружили нове религије "и све до" виши критички поглед [доживљавају] широк спектар АКП активности које угрожавају слободу вероисповести и индивидуална права. "."

### Испирање мозга и контрола ума
Током година разне контроверзне теорије о конверзији и задржавању чланова су предлагале везу са контролом ума и ново религијских покрета, а посебно оних религијских покрета које називају "сектама" по њиховим критичарима. Ове теорије личе на оригиналне теорије политичког испирања мозга које је прво развила ЦИА као пропагандни апарат за борбу против комунизма, са мањим изменама.
Пхилип Зимбардо разматра контролу ума као "... процес којим је појединац или колективна слобода избора и деловања компромизована агенатима или агенцијама које модификују или искривљују перцепцију, мотивацију, наклоност, опажање и / или резултат понашања",, и oн сугерише да је свако људско биће подложно таквој манипулацији. У књизи 1999. Роберт Лифтон такође примењује своје оригиналне идеје о реформи мисли за Аум Схинрикио, закључујући да је у том контексту реформа мисли могућа без насиља или физичке принуде. Маргарет Сингер, која је проводила неко време проучавајући политичка испирања мозга корејских заробљеника, сложила се са овим закључком: У својој књизи “Култи у нашој средини” она описује шест услова који ће створити атмосферу у којој је реформа мисли могућа. Џејмс Ричардсон сматра да ако би нови религијски покрети имали приступ моћним техникама испирања мозга, било би очекивано да нови религијски покрети имају велику стопу раста, али чињеница је да већина нема значајан успех у регрутовању. Већина припадника учествује на кратко време и успех у задржавању припадника је ограничен. Из овог и других разлога, социолози религије укључујући Давид Г. Бромли и Ансон Д. Шупе сматрају да је идеја да култови испирају ум Америчкој омадини “немогуће”. У додатку Бромлија, Томас Робинс, Дик Антони, Ејлен Баркер, Њутон Малонеј, Масимо Интровиње, Џон Хал, Лорн Л. Давсон, Гордон Мелтон, Марк Галантер, и осталих научника који проучавају нове религијске покрете, су утврдили и установили на задовољство судова, релативних професионалних удружења и научне заједнице да не постоји научна теорија, опште прихваћена и на основу методолошког звука истраживања, која подржава теорије испирања ума као напредне од стране анти култног покрета.

### Депрограмирање или излазно саветовање
Неки припадници секуларне опозиције култова и за неке ново религијске покрете тврде да ако је испирање ума одузело особи слободну вољу, потребан је поступак повраћаја њихове слободне воље, иако жртва то не жели.
Претходни ставови постоје у лечењу одређених менталних болести: у таквим случајевима медицински и правни стручњаци препознају ово стање оболелих као одузимање њихове способности да доносе одговарајуће одлуке за себе. Али примењивање безвољног третмана на претпостављену жртву “испирања ума” ( једна од дефиниција “депрограмирање”) се константно показала контровезном. Организације Људских права (ACLU и Human Rights Watch) исто критикују разуверње. Док је само мали део анти-култог покрета био укључен у депрограмирање, неколико депрограмера ( уклљуцујући депрограминг-пионира, Тед Патрик) је одслужило заторску казну за дела понекад повезана са разуверавањем укљуцујуци киднаповање и силовање, док је суд ослободио друге.

### Одговор циљаних група и научника
Фондација против нетолеранције верских мањина, у вези са Адидам НРП, види у употреби термина "култ" и "култног вође" као нешто одвратно и као нешто што мора да се избегне по сваку цену. Фондација види такво коришћење као стваривање предрасуда и дискриминације против њих на исти начин као и речи "црња" и "комуњара" који су служили у прошлости да омаловажавају црнце и комунисте.
ЦЕСНУР -ов председник Масимо Интровигне, пише у свом чланку "Толико зле ствари Анти-култни тероризма преко Интернета", да екстремни против-култни активисти прибегавају тактици која може да створи позадину повољну екстремним појавама дискриминације и мржњом против појединаца који припадају новим религијским покретима. Професор Ајлин Баркер, истиче у интервјуу који о контроверзи у вези са одређеним новим религијским покретима који се могу претворити у насиље према поступку под називом девијације појачања спирала.
У раду представљеном на састанку Друштва за научно изучавање религије 2000. године, Енсон Схупе и Сузан Дарнел је тврдио да, иако Међународна асоцијација култних студија ( раније познат као АПФ или Амерички породични фонд) представила је "... косо, стереотипичну слику и језик који је изазвао поједнице на обављање екстремних акција ", у којој мери се може класификовати ДНИР и друге анти-култне организације као" хејт-групе "(како је дефинисано законом у неким правним или расним или етничким критеријумима у социологији) остаје отворено за расправу. У 2005. години, Јединица за злочине из мржње у Едмонтон полицијској служби запленили су против- Фалун Гонг материјале за дистрибуцију на годишњој конференцији ДНИР од стране особља кинеског конзулата у Калгарију. Материјали, укључујући натписе да је Фалун Гонг "култ", идентификовани су као да прекршен кривични закон, који забрањује намерну промоцију мржње према препознатљивим верским групама (види такође Вербално насиље у хејт-групама).
Чланак о категоризацији нових религиозних покрета у америчким медијима објављени од стране Савеза за социологију религије (бивши Амерички католичко социолошко друштво), критикује штампу због тога што нису препознали социјално-научне напоре у области нових религиозних покрета, и његова тенденција да користе анти-култне дефиниције радије него социјално-научне увид, и тврди да је грешка штампе да прихвати социјално-научни труд у области религијијских покрета (као што наше прошло истраживање [ван Дриел и Ричардсон, 1985. године] показује) говори нам о још једном неуспеху медија Weiss (1985) да објавља налазе друштвених наука.